# En förvillelse
En förvillelse är en svensk dramafilm  från 1915 i regi av Arvid Englind. 

## Om filmen
Filmen premiärvisades 1 mars 1915 på biograf Röda Kvarn i Stockholm. 
Inspelningen skedde vid Svenska Biografteaterns ateljé på Lidingö av Hugo Edlund. Filmen exporterades till sju länder.

## Rollista (i urval)
- Clara Pontoppidan – Hedvig Rehmer
- William Larsson – Gustaf Bille, operasångare
- Egil Eide – Wilhelm Hagberg, bankdirektör
- Gabriel Alw
- Victor Arfvidson